# Jon Aspiazu
Jon Aspiazu San Emeterio, plus connu comme Jon Aspiazu, né le 5 novembre 1962 à Bilbao, est un ancien footballeur espagnol (milieu de terrain) reconverti en entraîneur. Il assiste Ernesto Valverde depuis 2002, aujourd'hui au FC Barcelone.

## Biographie

### Joueur
Jon Aspiazu se forme dans les catégories inférieures de l'Athletic Bilbao. Il joue pendant cinq saisons avec l'équipe réserve mais il ne joue que deux matchs avec l'équipe première lors de la saison 1983-1984 dans le cadre de la Copa de la Liga.
En 1984, il rejoint l'Hércules d'Alicante avec qui il débute en première division (six matchs joués).
De 1985 à 1987, il joue avec le club de Sestao en deuxième division, où il est titulaire (75 matchs, 7 buts).
En 1987, ses bonnes performances avec Sestao attirent l'attention du Deportivo La Corogne (D2) entraîné par Arsenio Iglesias. Aspiazu est titulaire avec le Deportivo jusqu'en 1991, année de la promotion en première division. Il perd la condition de titulaire lors de la saison 1991-1992 (seulement cinq matchs en D1 cette saison là).
En 1992, il retourne à Sestao où il reste jusqu'en 1994. En 1996, il met un terme à sa carrière de joueur après deux dernières saisons avec l'Amurrio en Segunda División B.

### Entraîneur
Après avoir raccroché les crampons, il entraîne le club d'Amurrio, en Segunda División B (D3), lors de la saison 1997-1998. Il dirige ensuite au sein de cette même division les joueurs d'Aurrerá lors de la saison 1998-1999.
Depuis 2002, Jon Aspiazu est l'assistant de l'entraîneur Ernesto Valverde. Mais en réalité les deux hommes se connaissent depuis 1985 quand tous deux jouaient à Sestao. Aspiazu a l'habitude de regarder la première mi-temps des matchs depuis la tribune et la seconde depuis le banc de touche. Il est diplômé en Sciences de l'information et de la communication.